# S.T.A.R. Labs
S.T.A.R. Labs son las iniciales en inglés para Laboratorios de Investigación Avanzada Científica y Tecnológica (Scientific and Technological Advanced Research Labs) una instalación y organización de investigación científica ficticia de los cómics estadounidenses publicados por DC Comics. Apareció por primera vez en Superman # 246 (diciembre de 1971) y fue creado por Cary Bates y Rich Buckler. Las instalaciones también funciona como centro médico donde los superhéroes reciben tratamiento.

## Historial de publicaciones
S.T.A.R. Labs se introdujo en Superman # 246 (diciembre de 1971). En los cómics de Superman, el Profesor Hamilton trabajó anteriormente allí, y la Dra. Kitty Faulkner, también conocida como la superheroína Rampage, trabaja actualmente allí.
La ubicación de Metrópolis aparece en una batalla y como un punto de la trama en Armageddon 2001.
En Teen Titans, los padres de Cyborg, Silas y Eleanor Stone, y su antiguo interés amoroso, la Dra. Sarah Charles, trabajaron para S.T.A.R. Labs.
Los empleados anteriores de S.T.A.R. Labs son Murray Takamoto, la Dra. Jenet Klyburn, el Prof. Dr. eL Mohammed y el Dr. Albert Michaels (el primer Atomic Skull). El personaje del Dr. Klyburn se basó en la presidenta entrante de DC Comics, Jenette Kahn.
La miniserie de cómics de 1993, S.T.A.R. Corps, trataba sobre un grupo de superhumanos que habían ganado inadvertidamente sus poderes en un experimento de S.T.A.R. Labs.
La organización aparece en la miniserie de 1996 La noche final. Mientras el invierno eterno amenaza al mundo, gracias al Sun-Eater, S.T.A.R. Labs mantiene actualizada su página web con ánimo y diversa información relacionada con la emergencia.
Las sucursales de S.T.A.R. Labs en San Francisco y Montana juegan un papel importante en Justice League of America # 110-114 (2005).
52 Aftermath: The Four Horsemen # 1 (octubre de 2007) muestra una operación de socorro de S.T.A.R. Labs trabajando, codo a codo con Waynetech, en los restos devastados del país de Bialya. Todos los trabajadores humanitarios son asesinados por fuerzas externas.
Los últimos números de DC Universe: Legacies muestran la vida del director de seguridad de Metrópolis Star Labs, Jim M.

## Historia ficticia
S.T.A.R. fue fundado por el científico Garrison Slate, quien quería una cadena nacional de laboratorios de investigación sin conexión con el gobierno o cualquier interés comercial. Tuvo éxito no solo a escala nacional, sino también internacional: S.T.A.R. Labs actualmente tiene instalaciones en Canadá, Europa, Australia y Japón, así como en los Estados Unidos, con un número total de instalaciones entre veinte y treinta en el último recuento registrado.
S.T.A.R. Labs es una de las empresas que patrocina al equipo de superhéroes The Conglomerate, una firma de superhéroes creada por Claire Montgomery, la ex de Maxwell Lord como rival de Liga de la Justicia Internacional. Los otros patrocinadores incluyeron American Steel, Dante Foods, Dupree Chemical, Ferris Aircraft, LexCorp, Ovel Oil, Pax Entertainment, Empresas Stagg.
La ubicación de S.T.A.R. en Detroit ayuda en los esfuerzos de evacuación de las costas del mundo durante una invasión alienígena. El mismo lugar es el lugar de trabajo de Silas Stone, el padre de Cyborg de la Liga de la Justicia.
La organización se instala en Oregón para ayudar a la superheroína novata Naomi. En este punto han perdido algo de credibilidad con la Liga de la Justicia.

### Ubicaciones
Una lista parcial de algunas ubicaciones conocidas de las instalaciones de S.T.A.R. Labs y sus enfoques de investigación, donde se conocen, incluye:
- Ciudad Central, Misuri, hogar de Flash.
- Chicago, Illinois,  hogar del segundo Blue Beetle.[12]
- Ciudad Fawcett: especializada en investigación extraterrestre.[13]
- Ciudad Gótica: especializada en armamento.
- Ciudad Keystone, Kansas
- Metrópolis (distrito de Queensland Park, cerca del puerto de Metrópolis): especialización en biología marina.
- Metrópolis (sucursal central, New Troy Island): instalación general.
- Sucursal de Star City especializada en viajes dimensionales.[14]

## Personal de S.T.A.R. Labs
- Garrison Slate - Fundador.[15]
- Sarah Charles - el interés amoroso de Vic Stone y revelado en The New 52, se graduó de la Universidad de Míchigan.[16]
- Dra. Kitty Faulkner - [17]
- Jenet Klyburn - Rama de Metrópolis.[18]
- Murray Takamoto - [19]
- Valerie Perez -
- Christina McGee - [20]
- Kala Avasti - Aliado de John Henry Irons.[21]
- T. O. Morrow - Solo en The New 52.[22]

### Exmiembros
- Elias Orr - agente del gobierno en la liga, apareció en Superman: For Tomorrow, Lex Luthor: Man of Steel y dirigió el Cyborg Revenge Squad.[23]
- Albert Michaels - Administrador jefe, más tarde conocido como Atomic Skull.[24]
- Silas Stone y Elinore Stone - Padres científicos de Victor Stone/Cyborg. Silas es el director de S.T.A.R. Labs y operador de Red Room en New 52 que salva la vida de Vic.[25][26]
- Emil Hamilton - Ex empleado que sufrió un colapso mental.[27]
- Jason Rusch - La mitad de Firestorm.[28]
- Rudy Jones - Ex conserje, se convirtió en Parásito.[29]

## Otras versiones

### Tierra-Uno
En la continuidad de Teen Titans: Earth One, S.T.A.R. Labs es la principal fuerza antagónica detrás de la creación de los Titanes. Los miembros incluyen a Silas Stone, Elinore Stone, Joshua Clay, Larry Trainor y Niles Caulder. Deathstroke y Jericho / Joseph son sus ejecutores. Flash ha ayudado a los Titanes con los casos.

## Otros medios

### Televisión

#### Animación
- S.T.A.R. Labs se muestra en el episodio de Superman "The Hunter".
- S.T.A.R. Labs se menciona en un episodio de Batman: la serie animada.
- En Superman: La serie animada, S.T.A.R. Labs y el científico Hamilton hicieron apariciones regulares como fuente de información y equipo para Superman. Además de alojar rocas de Kryptonita bajo llave, el custodio de STAR, Rudy Jones, se transformó en el monstruoso Parásito durante un intento de robar materiales peligrosos. El episodio "Two's a Crowd" presentó a un científico llamado Earl Garver que robó los isótopos que convirtió en una bomba hasta que fue detenido por Superman.
- S.T.A.R. Labs también apareció en Liga de la Justicia Ilimitada, aunque el papel que desempeña ha cambiado con el tono más oscuro de la serie.
- S.T.A.R. Labs también se mencionó en la caricatura de Teen Titans, como los creadores del "Maximum 7", un microchip que Cyborg usa para actualizarse en el episodio "Overdrive".
- S.T.A.R. Labs también aparece en la serie animada Krypto, el superperro; tiene una mano no intencional en la creación de Stretch-O-Mutt.
- Una camioneta que tiene "S.T.A.R. Labs"  escrita en ella puede verse al final del episodio de Batman: The Brave and the Bold, "Invasion of the Secret Santas". Hombres enmascarados de S.T.A.R. Labs están cargando los restos de Tornado Rojo en él para ser reparados. En "The Color of Revenge", una instalación de S.T.A.R. Labs en Bludhaven es luego atacada por Crazy Quilt cuando se acerca a robar el amplificador de luz de emisión estimulada. Un grupo de científicos S.T.A.R. amarrados y amordazados aparecen brevemente, pero no tienen líneas.
- Aparece una instalación de S.T.A.R. Labs en el episodio "Infiltrator" de Young Justice. La instalación es allanada y destruida por el Enjambre, una nube de nanites peligrosos utilizados por la Liga de las Sombras. En "Misplaced", Klarion el Niño Brujo, Wotan, Blackbriar Thorn, Félix Fausto y el hechizo del Mago que dividieron la Tierra en la dimensión de los niños y la dimensión de los adultos permitieron un desvío para Riddler y Sportsmaster para robar un organismo (que se asemeja a una parte de Starro) de S.T.A.R. Labs. Se lleva ante el Cerebro durante su reunión con los otros miembros de The Light (Junta de Directores del Proyecto Cadmus) mientras Cerebro le dice a Klarion que el Niño Brujo que planean traerlo "a la Luz". Los únicos miembros conocidos de S.T.A.R. Labs en esta continuidad son Adam Strange y Eduardo Dorado.
- S.T.A.R. Labs hace varias apariciones en Justice League Action. También funciona como una prisión, ya que Solomon Grundy estuvo encarcelado aquí.
- S.T.A.R. Labs hace una aparición menor en Harley Quinn, donde el personaje principal y su equipo la roban.
- S.T.A.R. Labs aparece en el episodio de DC Super Hero Girls, "#NightmareInGotham".
- S.T.A.R. Labs aparece en el episodio de Mis aventuras con Superman, "More Things in Heaven And Earth".

#### Acción en vivo
- En la serie de televisión The Flash, el doctor Harrison Wells, fundador y creador de S.T.A.R. Labs, ayuda a Flash a adaptarse a su supervelocidad.
- En Lois y Clark: Las nuevas aventuras de Superman, se menciona con frecuencia a S.T.A.R. Labs como fuente de información científica. A partir de la tercera temporada obtiene mayor prominencia con la presencia de la Dra. Klien como personaje recurrente.
- En Smallville, Winslow Schott es un ex inventor científico de S.T.A.R. Labs que fue contratado por Oliver Queen para trabajar para Industrias Queen. Más tarde se reveló que S.T.A.R. Labs (abreviatura de Swann Technology and Research Labs) fue fundado por Virgil Swann (Christopher Reeve). S.T.A.R. Labs está dirigido por el Dr. Emil Hamilton.[30]
- S.T.A.R. Labs aparece como una ubicación importante en Arrowverso. 
  - Se menciona por primera vez en la segunda temporada de Arrow durante el episodio "Three Ghosts" cuando Barry Allen (Grant Gustin), habiendo ayudado a Oliver Queen a frustrar uno de los planes de Sebastian Blood en Starling City, regresa a su hogar de Central City, solo para ser simultáneamente golpeado por un rayo y una explosión causada por la fusión del acelerador de partículas de S.T.A.R. Labs y quedó en coma durante nueve meses. Más tarde, en "The Man Under the Hood", los científicos de S.T.A.R., Caitlin Snow (Danielle Panabaker) y Cisco Ramon (Carlos Valdés) son reclutados por Felicity Smoak (Emily Bett Rickards) para sintetizar una cura para el fármaco Mirakuru utilizando una muestra de sangre. El villano Deathstroke (Manu Bennett) también ataca a S.T.A.R. Labs en el mismo episodio a la caza de algunos equipos.
  - S.T.A.R. Labs aparece en la serie de televisión de 2014 The Flash. Tras los eventos de la segunda temporada de Arrow, Barry despierta de su coma y descubre que ha ganado supervelocidad. Él une fuerzas con Caitlin, Cisco, el fundador de S.T.A.R., Harrison Wells (Tom Cavanagh) y su padre adoptivo Joe West (Jesse L. Martin) para combatir a los individuos que también se vieron afectados por la explosión del acelerador de partículas (apodados metahumanos) pero que están usando sus nuevas habilidades para propósitos nefastos, utilizando S.T.A.R. Labs como base principal de operaciones y reapropiando el antiguo acelerador de partículas como prisión improvisada para ellos. Se revela a lo largo de los eventos de la primera temporada que Eobard Thawne (Cavanagh / Matt Letscher), que se había hecho pasar por Wells, había diseñado la explosión para darle a Barry sus poderes y lo había preparado para que se convirtiera en Flash para usar a Barry para regresar a su tiempo original en el futuro. En la segunda temporada, Barry, después de derrotar a Eobard, recibe la propiedad de S.T.A.R. Labs de Eobard a través de su testamento. Sin embargo, Team Flash descubre que ha aparecido una brecha en mundos paralelos en S.T.A.R. Labs como resultado de los eventos de la primera temporada, y a través de ella conocen a Jay Garrick (Teddy Sears) y un segundo Harrison Wells, quienes han venido a detener al villano Zoom, un velocista asesino de su mundo (apodado "Tierra-2 ") que planea robarle la velocidad a Barry. La segunda temporada también presenta el S.T.A.R. Labs de Tierra-2, que también fue responsable de crear metahumanos. Wells, Barry y Cisco residen brevemente allí con la intención de cerrar las brechas entre las dos Tierras para atrapar a Zoom en Tierra-2, pero se ven obligados a evacuar cuando Zoom ataca el edificio. La tercera temporada presenta una nueva sala llamada "Speed Lab", una cámara de ejercicios para Barry y otros velocistas que se creó como resultado de que Barry creara una nueva línea de tiempo. También presenta un tercer S.T.A.R. Labs en la Tierra-19 cuyo Harrison Wells es reclutado por el equipo. A diferencia del S.T.A.R. Labs de otras Tierras, sin embargo, su mente científica líder no es Wells sino su socio, Randolf Morgan (Adam Bergquist), cuyo trabajo Wells a menudo reclama crédito. Durante su tiempo en la Tierra-1, los Wells de la Tierra-19 comienzan el proceso de convertir a S.T.A.R. Labs en un museo. En un flashback del episodio de la temporada 5 "The Death of Vibe", se muestra que entre 2018 y 2024, el Museo de Flash se inaugurará en el mismo edificio que el S.T.A.R. Labs, con el Sr. Myles convirtiéndose en su curador.
- S.T.A.R. Labs hace múltiples apariciones en la serie de 2019, Doom Patrol, notablemente en el episodio de la primera temporada "Donkey Patrol" que recuerda el origen de Cyborg y en el episodio de la segunda temporada "Space Patrol" donde Cyborg descubre que S.T.A.R. Labs intervino en las prótesis de su novia Roni Ever.
- S.T.A.R. Labs hace una aparición en el episodio de Naomi, "Homecoming".
- S.T.A.R. Labs aparece en el episodio de Titanes, "Lex Luthor".

### Cine

#### Animación
- S.T.A.R. Labs hace una aparición en Justice League: Doom. Después de que Superman recibe un disparo de una bala de kryptonita, el Flash se envía a las instalaciones de S.T.A.R. Labs en Kioto, Japón, donde están haciendo un bisturí de kryptonita (esta es la única herramienta que podría permitir a los médicos operar y eliminar la bala). El escalpelo termina siendo innecesario, ya que Batman hace que Cyborg use su pistola láser filtrada a través de un trozo de cristal de Kryptonita para servir como un láser de corte y Detective Marciano usa sus habilidades de cambio de forma para eliminar la bala.
- En Justice League: The Flashpoint Paradox, Superman le dice a Batman & Flash que llevará al Profesor Zoom a los laboratorios S.T.A.R. después de que retiren con éxito las bombas de los pícaros del siglo 25 de Zoom. Sin embargo, esta versión de STAR Labs parece estar en la Watchtower después de que se ve a Superman llevando al profesor Zoom hacia el cielo.
- S.T.A.R. Labs hace su primera aparición en Justice League: War cuando Victor Stone va allí después de un partido de fútbol para enfrentar a su padre en cuanto a su ausencia durante el juego. El Capitán Marvel más tarde devuelve varios Parademonios a S.T.A.R. Labs en todo el techo poco después de la creación de Cyborg. Se muestra de nuevo al final de la película mientras está en reparación.
- S.T.A.R. Labs hace varias apariciones en Justice League: Throne of Atlantis, donde se está utilizando como sede de la Liga de la Justicia, aunque con el nombre original del grupo The Super Seven para disgusto de Steve Trevor. Esto se corrige más tarde al final de la película con el nombre de Liga de la Justicia sobre las puertas HQ.
- S.T.A.R. Labs aparece en Teen Titans Go! to the Movies. Slade se infiltra en el laboratorio para robar el cristal kryptoniano. Mientras que los Jóvenes Titanes intentan detener a Slade, él se escapa fácilmente porque los Titanes no son lo suficientemente serios.

#### Acción en vivo
- En El hombre de acero (2013), S.T.A.R. Labs tiene varias apariciones a lo largo de la película.
- En Batman v Superman: Dawn of Justice (2016), S.T.A.R. Labs aparece en un video obtenido por Bruce Wayne de un disco LexCorp y enviado por correo electrónico a Diana Prince. En la Ultimate Edition, Jena Malone aparece como Jenet Klyburn en un rol aparte como experta en armas y especialista en balística.
- S.T.A.R. Labs aparece una vez más en Liga de la Justicia (2017). Silas Stone, el padre de Cyborg, es el jefe de S.T.A.R. Labs y el científico líder que lleva a cabo la investigación sobre la nave kryptoniana que se estrelló, así como la investigación sobre la Caja Madre mantenida por la humanidad. Silas y otro personal de S.T.A.R. Labs son secuestrados por el villano de la película, Steppenwolf, y luego son rescatados. Al final de la película, Silas continúa ayudando a su hijo a comprender y dominar la tecnología alienígena de su cuerpo en las instalaciones de S.T.A.R. Labs.
- En El Escuadrón Suicida (2021), Abner Krill/Polka-Dot Man detalla su historia de fondo al Escuadrón. Su madre era una científica de S.T.A.R. Labs obsesionada con convertir a sus hijos en superhéroes, lo que provocó que Abner sufriera un virus interdimensional y un trastorno de estrés postraumático que lo hiciera ver a otras personas como su madre.

### Videojuegos
- S.T.A.R. Labs aparece en el videojuego Justice League Heroes. Superman y Batman viajan a S.T.A.R. Labs para luchar contra Brainiac y sus secuaces robóticos. Después de que Brainiac es derrotado, Superman y Batman descubren que es solo un clon de Brainiac.
- S.T.A.R. Labs aparece en DC Universe Online. En la campaña de los héroes, los jugadores pueden ganarse la confianza del personal de STAR Lab al completar ciertas misiones, recolectar recompensas específicas y obtener acceso a los equipos de los proveedores de STAR Labs. Se puede ver un antiguo edificio de S.T.A.R. Labs en Downtown Metropolis, donde se reclutan jugadores malvados para ayudar a Gorilla Grodd a recuperar su tecnología confiscada por las tropas de S.T.A.R. Labs y derrotar tanto al Flash original como al Flash actual. También hay un edificio de S.T.A.R. Labs en la sección de Otisburg de Gotham City. Los soldados de S.T.A.R. Labs están formados por soldados pesados de S.T.A.R. Labs, guardias de seguridad de S.T.A.R. Labs y soldados de choque de S.T.A.R. Labs.
- Injustice: Gods Among Us tiene un escenario titulado Insurgencia, que está inspirado en las instalaciones de S.T.A.R. Labs y es usado por Batman. Una sección del juego llamada "Misiones de STAR Labs" está presente.

### Serie web
S.T.A.R. Labs tiene una aparición especial en DC Super Hero Girls.